# The Gift (песня The Velvet Underground)
The Gift (с англ. — «Подарок») — композиция американской рок-группы The Velvet Underground, выпущенная второй на альбоме White Light/White Heat в 1968 году. Она длится более восьми минут, а в стерео-версии сведена таким образом, что вокал можно услышать в левом динамике, а инструментал — в правом.
В основе композиции — рассказ, написанный Лу Ридом во время учёбы в колледже и прочитанный Джоном Кейлом. Композиция также была выпущена в пяти версиях на Super Deluxe 45th Anniversary Edition White Light / White Heat: стерео, моно, только вокал, только инструментал и живой инструментал. В 1995 году была переиздана на бокс-сете Peel Slowly and See, затем на отдельном компакт-диске в 1996. Концертная версия была издана на альбоме Live MCMXCIII.

## Текст
Текст композиции повествует о несчастно влюбленном юноше Уолдо Джефферсе, который пытается поддерживать отношения на расстоянии со своей подругой по колледжу Маршей Бронсон. После окончания учебы Уолдо возвращается в свой родной город Локуст, штат Пенсильвания. В течение двух месяцев он становится все более подозрительным, беспокоясь о том, что Марша может ему изменять. Уолдо постоянно боится, что она начнет вести беспорядочную половую жизнь. Не имея денег, чтобы навестить ее в Висконсине, он придумывает план, как отправить себя к ней по почте в большой картонной коробке, рассчитывая, что это будет приятным сюрпризом для Марши. Он отправляет себя в пятницу.
В следующий понедельник Марша обсуждает со своей подругой Шейлой Кляйн Билла, мужчину, с которым Марша переспала предыдущей ночью. Когда посылка прибывает к двери, они с трудом открывают коробку, а Уолдо с волнением ждет внутри. Не имея возможности открыть коробку другими способами, Марша достает из подвала нож для резки листового металла и дает его Шейле, которая пронзает им коробку насквозь, пробив навылет голову Уолдо.

## Музыка
Музыка изначально создавалась на основе студийных импровизаций. Вопреки широко распространенному мнению, это не музыка из ранней композиции Velvet Underground «Booker T.», на что указывает Дэвид Фрике в комментариях к переизданию альбома White Light/White Heat 2013 года.
По настоянию Фрэнка Заппы, Рид обеспечил звуковой эффект пробивания головы Уолдо, проткнув дыню ножом или гаечным ключом.

## Кавер-версии
Британская панк-группа Bollock Brothers выпустила кавер-версию этой песни под названием «The Gift II».

## Участники записи
- Джон Кейл — декламация, fuzz-bass
- Лу Рид — электрогитара, дыня
- Стерлинг Моррисон — электрогитара
- Морин Такер — перкуссия